# William Bowrey
William "Bill" Bowrey (n. 25 de diciembre de 1943) es un exjugador australiano de tenis.
Nacido en Sídney, es recordado por ser el último jugador amateur en ganar el Abierto de Australia en 1968, antes de que el torneo abriera sus puertas a los jugadores profesionales en 1969. En la final derrotó al español Juan Gisbert por 7-5, 2-6, 9-7 y 6-4. A pesar de que ese año se instauró en el tenis la participación de profesionales en los torneos, la federación australiana (una institución muy conservadora) decidió seguir con el amateurismo, por lo que los grandes jugadores de la época como Santana, Emerson, Newcombe o Roche no participaron. Así el cuadro quedó conformado por un 90% de jugadores australianos, y Bowrey consiguió el único título grande de su carrera.
Otros logros importantes incluyen haber alcanzado las finales de dobles masculinos de los torneos de Wimbledon en 1966 y del Abierto de Australia y US Open en 1967 junto a su compañero Owen Davidson.
En 1966 (con 22 años) perdió lo que en su momento fue el quinto partido más largo de la historia, a pesar de durar solo tres sets, ante el estadounidense Vic Seixas (de 42 años) que lo derrotó por un resultado final de 32-34, 6-4 y 10-8 en el torneo de Filadelfia.
Ya como profesional consiguió 5 títulos de dobles entre 1969 y 1971.
En 1968 formó parte del equipo australiano de Copa Davis que perdió en la final ante Estados Unidos en Adelaida. Bowrey consiguió el único punto para Australia al derrotar a Arthur Ashe aunque la serie ya estaba definida.
Ese mismo año se casó con la tenista australiana Lesley Turner quien forma parte del Salón Internacional de la Fama del tenis.

## Torneos de Grand Slam (1)

### Individuales (1)

#### Títulos
| Año  | Torneo                 | Oponente en la final | Resultado       |
| ---- | ---------------------- | -------------------- | --------------- |
| 1968 | Campeonato Australiano | Juan Gisbert         | 7-5 2-6 9-7 6-4 |

### Dobles (0)

#### Finalista (3)
| Año  | Torneo                            | Pareja        | Oponentes en la final      | Resultado           |
| ---- | --------------------------------- | ------------- | -------------------------- | ------------------- |
| 1966 | Wimbledon                         | Owen Davidson | Ken Fletcher John Newcombe | 3-6 4-6 6-3 3-6     |
| 1967 | Campeonato Australiano            | Owen Davidson | John Newcombe Tony Roche   | 6-3 3-6 5-7 8-6 6-8 |
| 1967 | US National Doubles Championships | Owen Davidson | John Newcombe Tony Roche   | 8-6 7-9 3-6 3-6     |